# Солона (притока Каратиша)
Соло́на — річка в Україні, в межах Нікольського і району Донецької області. Ліва притока Каратиша (басейн Берди). Має дві притоки — ліва та права балки, що впадають до Солоної в Бойовому.

## Опис
Довжина 12 км, площа басейну 70,4 км². Долина трапецієподібна. Заплава маловиразна. Річище помірно звивисте. Середній похил річки 6,1 м/км. Живлення переважно снігове і дощове. Льодостав нестійкий (із грудня до кінця лютого). Стік зарегульовано ставками. Використовується для технічного водопостачання й зрошення. Здійснюється залуження берегів.

## Розташування
Солона бере початок за селом Малинівка в лісовому заказнику місцевого значення «Азовська дача». Тече переважно на захід. Впадає до Каратиша на заході від села Бойове.